# Украинско-южнокорейские отношения
Украинско-южнокорейские отношения — отношения между Украиной и Южной Кореей. Дипломатические отношения были установлены 10 февраля 1992 года. У Южной Кореи есть посольство в Киеве. У Украины есть посольство в Сеуле.

## История
Южная Корея признала независимость Украины 30 декабря 1991 года.
В декабре 1992 года в Украине открылось посольство Южной Кореи.
Около 12 000 корейцев проживает в Украине. В Харькове есть корейская ассоциация.
Около 3000 украинцев проживает в Южной Корее.
В 2017 году, когда отмечали 25 лет с момента установления дипломатических отношений между Украиной и Республикой Корея и 80-ю годовщину депортации корейцев в СССР, был открыт 18-й Корейский образовательный центр в Киеве.
15 июля 2023 года во время Вторжения России в Украину президент Республики Кореи Юн Сок Ёль и первая леди страны Ким Кон Хи совершили необъявленный визит в Украину. Они прибыли из Польши. Президент и первая леди посетили Киев для встречи с президентом Украины Владимиром Зеленским и первой леди Украины Еленой Зеленской. Это был первый визит лидеров Республики Корея в Украину в дипломатических отношениях двух стран. Юн Сок Ёль и Владимир Зеленский также посетили города Буча и Ирпень.
Владимир Зеленский после окончания визита в своём Telegram-канале:

Очень важный визит, очень важное сотрудничество, очень важная общая защита безопасности.
Благодарен Президенту Республики Корея Юн Сок Ёлю и первой леди Ким Кон Хи за переговоры, за взаимодействие и совместную работу между Украиной и Республикой Корея ради сохранения жизней людей и человечности.Оригинальный текст (укр.)Дуже важливий візит, дуже важлива співпраця, дуже важливий спільний захист безпеки.
Вдячний Президенту Республіки Корея Юн Сок Йолю й першій леді Кім Кон Хі за переговори, за взаємодію і за спільну роботу між Україною та Республікою Корея заради збереження життів людей і людяності.

18 сентября 2023 года официальный представитель министерства обороны Республики Корея Чон Ха Гю, что Сеул предоставил гуманитарную помощь и военные технику Украине. По сообщению конфиденциального источника, Республика Корея предоставил Украине два танка «Носорог», которые могут обезвреживать мины в тыловых районах или прокладывать проходы в минных полях в передовых районах.